# Rhodostrophia vartianae
Rhodostrophia vartianae là một loài bướm đêm trong họ Geometridae.